# كنيسة الإخوة البليموث

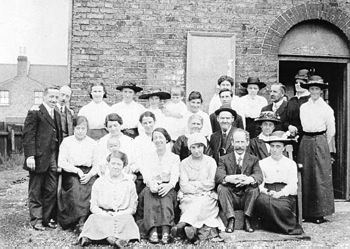

هي حركة تتبع الانتماء للمسيحية، نشأت في القرن التاسع عشر، منفصلة عن الكنيسة الأنغليكانية وأطلق عليهم الناس آنذاك اسم البلايموث نسبة إلى مدينة بلايموث.
خلال شتاء 1827-1828 التقى أربعة من المنشقّين عن كنائس مسيحية مختلفة، واتفقوا على رفض جميع الأنظمة الكنسية القائمة كونها من اختراعات البشر، { بحسب رأيهم } والعودة لما يدّعون أنه الحق الكتابي.
فقرروا أن يجتمعوا معاً لممارسة فريضة «العشاء الرباني» وأطلقوا عليها «كسر الخبز». تم الاجتماع الأول في منزل فرانسيس هوتشينسون في دبلن بأيرلندا. وبدؤوا في الترويج لأفكارهم، فبدأت مجموعات أخرى تجتمع أيضاً - بمعزل عن أي كنيسة - في دبلن وغيرها من الأماكن المحيطة.
ومن بين هذه الجماعات، ازدهرت جماعة في '«بلايموث» بإنجلترا، بحيث أصبحت أكثرها شهرة. وأطلقوا على أنفسهم «كنيسة الإخوة»، حيث لا يعترفون بأي تنظيم للعبادة، وذلك تحت ادّعاء رئاسة الرب للكنيسة، وسلطان كلمة الله بعيداً عن تعاليم البشر. وتطوّر الاسم ليصبح فيما بعد "Brethren from Plymouth" والتي تُرجمت في العربية إلى «الإخوة البلايموث» أو «الإخوة البليموث».

## التاريخ
بدأت هذه الحركة مع عدد من المنشقّين عن الكنائس الأخرى، الذين ارتأوا أن مؤسسة الكنيسة أصبحت متورطة جدا بالأمور الدنيوية وقد أهملت بسبب هذا { حسب رأيهم } الكثير من قواعد الإيمان المسيحي الرئيسية. هؤلاء الرجال كانوا جون نيلسون داربي. د.إدوارد كرونين. د.إدوارد ويلسون. جون جيقورد بيليت. بنيامين ويلس نيوتن. فرانسيس ويليام نيومان. البروفيسور جورج موللر. المبشر أنتوني نوريس جروفس. الواعظ أندرو ميللر. المؤرخ ويليام بنيامين نيتباي. إدموند هامر برودبينت. روي هابنير. فرانسيس هوتشينسون.
الجماعة الأولى من هذه الحركة بدأت بالاجتماع في البيوت في إيرلندا وأطلق عليهم اسم الإخوة لآنهم كانوا ينادون بعضهم بعضا بهذا اللقب { أخ ْو أخت }. انتقلت بعد ذلك تلك الحركة إلى بقية المملكة المتحدة وبحلول عام 1831 م كان للجماعة التي تأسست في بليموث في إنكلترا قرابة 1500 عضو عرفوا باسم الإخوة من بليموث وفي فترة قصيرة اختصر الاسم إلى الإخوة بليموث. كما أنهم يعرفون أيضا باسم حركة الجماعة.

## الاختلافات بين قسمي الحركة
يختلف الإخوة بقسميهم المنفتحين والمنعزلين في بعض القضايا اللاهوتية ولو أن هذه الاختلافات غير ظاهرة للعيان لمن هم من خارج هذه الحركة. والخلاف الرئيسي بينهم هو الانفتاح على الزوار. فالإخوة المنفتحون يسمحون لأي مسيحي، أي كان مذهبه، بأن يشترك معهم في العبادة وفي تناول عشاء الرب. بينما الإخوة المنغلقون يطلبون من الزوار رسالة توصية ليدرسوا طلب انضمامهم إليهم. كما يوجد لديهم مايسمى بالصف الخلفي حيث يمكن لمن لا يملك رسالة التوصية بأن يجلس هناك لينمكن من مراقبة مراحل الصلاة أو العبادة فقط، فهو غير مسموح له بمشاركتهم عشاء الرب أو ما يدعوه هم باجتماعات لاسم الرب.
عندما ينتقل أعضاء هذه الحركة من منطقة إلى منطقة أخرى وبالتالي إلى جماعة أخرى من تنتمي لهذه الحركة، يجب أن يحمل ذلك العضو رسالة توصية من قائد جماعته السابقة يعلم بها الجماعة التي انتقل إليها بأن هذا العضو هو واحد من الإخوة لكي يسمح له بالمشاركة في كافة خدمات الجماعة منذ لحظة وصوله.
الاختلاف الثاني بين الإخوة المنفتحين والمنغلقين هو نوع العلاقات مع الكنائس المسيحية الأخرى. فبينما يتشارك الإخوة المنفتحون مع الكنائس البروتستانتية الأخرى باجتماعات دراسة الكتاب المقدس ولقاءات الشبيبة والنشاطات المختلفة الأخرى. نرى الإخوة المنغلقين يمتنعون عن ذلك ويكتفون بدعم أنشطة جماعتهم الخاصة.
الاختلاف الثالث بين شقي الحركة هو استعمال الآلات الموسيقية في اجتماعات العبادة، وذلك { حسب رأيهم } لمنع تأثر العقل بمؤثرات خارجية، مما يؤدي إلى ممارسة العبادة بالروح حسب فهمهم الخاص لنصوص الكتاب المقدس، ودفاعهم عن ذلك هو الاقتداء بالكنيسة الأولى. وبينما يمتنع كلا الفريقين عن استعمال الموسيقى خلال عشاء الرب نجد أن الإخوة المنفتحين يميلون لاستعمال آلات كالجيتار أو البيانو أو حتى الدف في أثناء أداء الخدمات الكنسية الأخرى.
وفي بعض الأماكن في العالم يجتمع كلا قسمي الحركة معا.
الإخوة المنفتحون. يحافظون على التضامن والوحدة فيما بينهم على الدوام ويتمثل ذلك بتقديم الدعم للأنشطة الأرسالية، وحضور المؤتمرات والاجتماعات التي يعقدها الوعاظ المتنقلون.
في السنوات الأخيرة مالت هذه الحركة للتشبّه بعقيدة الكنائس الإنجيلية البروتستانتية ولكن بدون إقامة علاقات رسمية منظمة مع تلك الكنائس. كما أن حركة الإخوة بفرعيها تقيم اجتماع العشاء الرباني مرة كل أسبوع وليس كباقي الكنائس البروتستانتية التي غالبا ما تقيمه مرة كل شهر.

## مصطلح الإخوة بليموث
حركة الإخوة بليموث على غير العادة لا تتخذ لنفسها اسما مذهبيا. وأتباعها عموما لا يسمون أنفسهم الإخوة بليموث ولا ينظرون حتى لحركتهم على أنها طائفة أو مذهب. لذلك لا يمتلكون مؤسسة مركزية بكيان إداري حقيقي، وإنما كل جماعة محلية هي المسؤولة عن تسيير شؤونها أي أنها تتمتع بحكمها الذاتي إن جاز التعبير ولكن رغم ذلك تبقى كنائس هذه الحركة على اتصال بعضها ببعض.
الإخوة بليموث يعرفون أنفسهم بالجماعة. وأعضاء هذه الجماعة يعرّفون أنفسهم بألقاب مثل: الإخوة أو القديسين أو الأحباء. فهم يتعاملون بحذر مع مصطلح الإخوة بليموث. ولكن هذه التسمية التصقت بهم لآنهم لم يقدموا أنفسهم للعالم كطائفة أو مذهب ذات هيكلية محددة.
الصفة العامة المميزة للإخوة البليموث في أمريكا وبعض أنحاء أوروبا هي الاجتماع في الهواء الطلق لممارسة الخدمات المختلفة ككسر الخبز وعشاء الرب ولقاء الذكرى. والتي يعتبرونها ممارسات الشركة الإيمانية فيما بينهم.
تجتمع الكثير جماعات من الإخوة بليموث في مبان تسمى قاعة البشارة أو صالة الإنجيل أو مصلّى الإنجيل أو معبد الكتاب أو كنيسة الكتاب المقدس.

## الخدمة
خدمة يوم الأحد هي متشابهة بين الجماعات المختلفة في هذه الحركة. ويركز الإخوة على خدمة الوعظ والتعليم. ولديهم ما يُسمّى بمدارس الأحد لتعلم أطفالهم والشبيبة أصول الدين والصلاة، وكثيراً ما يجتمعون يوميا لقراءة الكتاب المقدس كل يوم في بيت أحد أعضاء الجماعة.في الماضي أما في الوقت الحاضر فذلك يتم في الكنيسة ويعرف باسم درس الكتاب.
- الاجتماع الإسبوعي للشركة الروحية هو ضروري للغاية.
- لا يقود الجماعة فرد واحد منها.
- الإنسان حر ومسؤول عن حريته هذه في رغبته بالمشاركة بخدمات العبادة أو لا.
- صمت المرأة في الاجتماعات واجب. كما أنها يجب أن تغطي رأسها أثناء الصلاة كما يوصي الإنجيل، ولا يُسمح لها بالقيام بأي عمل روحيّ.
- للوعظ الإنجيلي أهمية فائقة.
- رفض الفصل بين المؤمنين على أساس وجود طبقة لرجال الدين وطبقة للعامة.
- القيادة الجماعية للكنيسة وتناط تلك القيادة لأشخاص مُفرَزين لهذا الغرض.
- المعمودية والشركة الإسبوعية هما إجباريين على أفراد هذه الحركة.

## تأثير ونشاط الحركة
كان تأثير الإخوة البليموث على المسيحية البروتستانتية يفوق نسبتهم الصغيرة بين البروتستانت. ولكنهم يمتلكون اليوم جماعات في كل مكان في أنحاء العالم.
للحركة منظمات عدة للخدمة والتبشير وإعداد الكوادر للعمل بين جماعاتها. كما أنهم يقومون بطباعة ونشر الكتب التي تروّج لمعتقداتهم.
قيل أنه في وقت من الأوقات كانت ثلث المطبوعات التي تطبع في أوروبا هي مطبوعات لجماعة الأخوة.

## معارضو جماعة الإخوة البليموث
يقول معارضو هذه الجماعة أن الأخوة البليموث هم أصحاب بدعة انعزالية يدّعون تحت شعار «وحدة الحق الإلهي»، أن الله قد قصد بنصّ كتابي معيّن معنى واحداً، وينكرون اختلاف وجهات النظر أو اختلاف المدارس التفسيرية. وبالتالي ينادون بأنه لديهم وحدهم الحق الكتابي الغير قابل للتجزئة.
ومع ادّعاء الإخوة البليموث بالتمسك بالكتاب المقدس، فإنهم ينكرون الكثير مما جاء به بخصوص التنظيم الكنسي. وعلى سبيل المثال، فإنهم:
- لا يستخدمون الآلات الموسيقية - والتي يزخر بها الكتاب المقدس - والرد من الاخوة: لإنها لم يتم ذكرها في نظام العبادة في العهد الجديد اجتماعات العبادة الخاصة بهم.
- لا يصلّون الصلاة الربانية التي علّمها المسيح لتلاميذه، وتصلّيها جميع الكنائس المسيحية.

## روابط

### روابط مؤيدة خارجية
ومن صفحاتهم على النت:
- بيت الله Baytallah.com
- إسمع دوت كوم Esmaa.com
- الإنجيل Alinjil.com
- حياة وأكثر lifeismore.net
- www.brethrensudan.org

### روابط معارضة
- The brethren sent us to Hell.